# Гай Квінтій Аттік
Гай Квінтій Аттік (лат. Gaius Quintius Atticus; ? — після 69) — державний та військовий діяч часів Римської імперії, консул-суффект 69 року.

## Життєпис
Походив з роду Квінтіїв. Про його батьків немає відомостей.  Відзначився у період боротьби за імператорський трон після загибелі Нерона. Спочатку підтримував Вітеллія, за що призначається консулом-суффектом разом з Гнеєм Цецилієм Сімплексом. Проте з посиленням Веспасіана перейшов на бік останнього, підтримавши Тита Флавія Сабіна (брата Веспасіана), разом з яким вимушений був тікати на пагорб Капітолій. Тут Аттік разом з Сабіном боронився проти військ Вітеллія, але зазнав поразки. Квінтія планувалося стратити, проте той врятував себе, збрехавши щодо власного наказу підпалити Капітолій (завдяки цьому Сабін зазнав поразки).
Після перемоги Веспасіана Аттіка був звільнений з в'язниці, а Цецилій Сімплекс страчений. До кінця року Квінтій залишався єдиним консулом. Про подальшу долю нічого невідомо.